# Фрасіну (Васлуй)
Фрасіну (рум. Frasinu) — село у повіті Васлуй в Румунії. Входить до складу комуни Поєнешть.
Село розташоване на відстані 265 км на північний схід від Бухареста, 17 км на захід від Васлуя, 60 км на південь від Ясс, 138 км на північ від Галаца.

## Населення
За даними перепису населення 2002 року у селі проживали 426 осіб, усі — румуни. Усі жителі села рідною мовою назвали румунську.